# سیارک ۱۷۱۴۲۹
سیارک ۱۷۱۴۲۹ (به انگلیسی: 171429 Hunstead، نامگذاری:2007RD5) صد و هفتاد و یک هزار و چهارصد و بیست و نهمین سیارک کشف شده‌است که در ۱ سپتامبر ۲۰۰۷ کشف شد.